# مقياس ميركالي المعدل

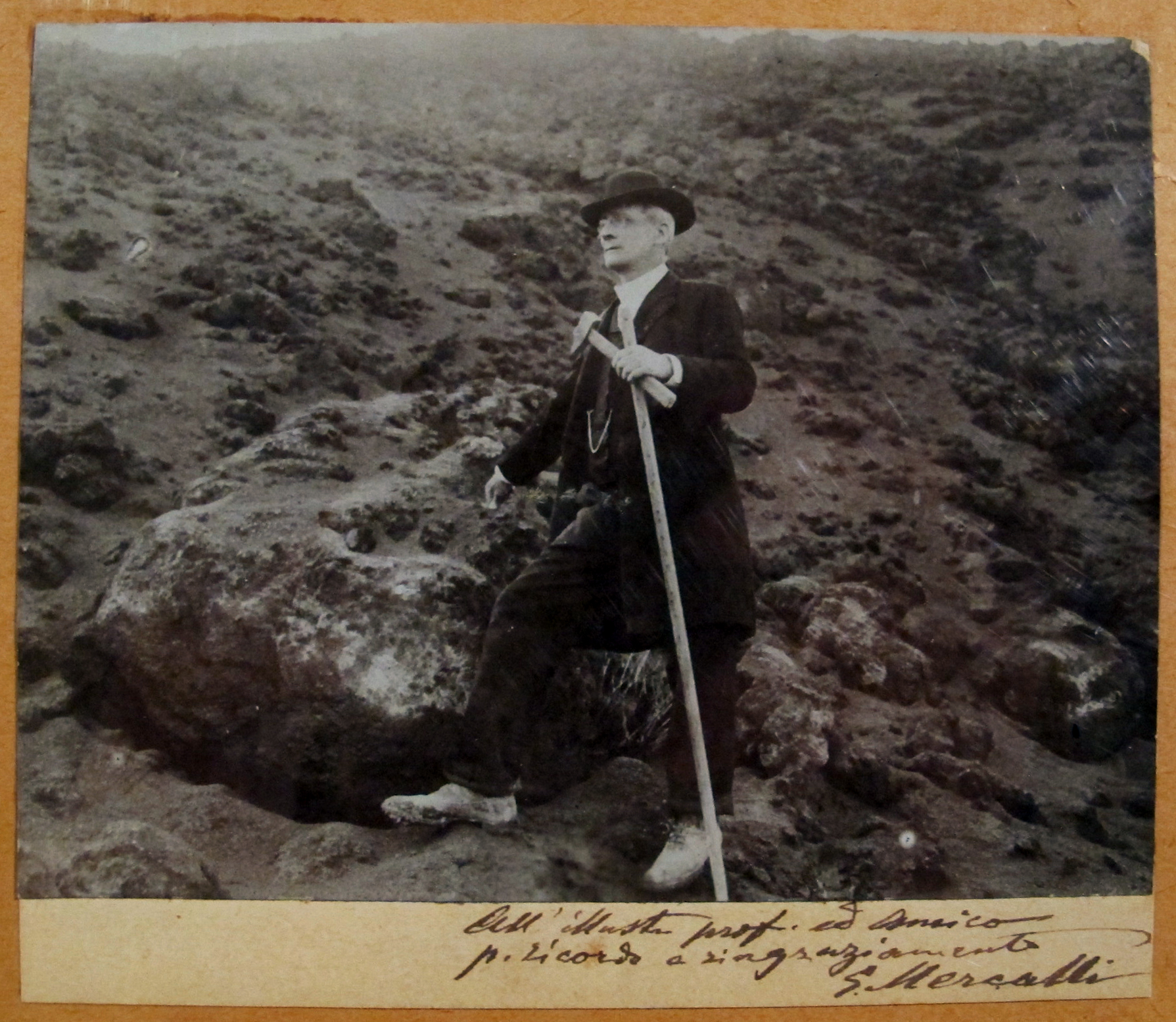

مقياس ميركالي المعدل (بالإنجليزية: Mercalli intensity scale) يشار إليه اختصارا بـ«MMI» هو مقياس لوصف شدة ما تحدثه الزلازل من تأثيرات مختلفة في الأماكن المختلفة حول مركز حدوث الزلازل على الإنسان والمنشآت والبيئة. وهذا المقياس يعتمد على مقدار الخراب والدمار الذي يحدثه الزلزال ومدى إحساس الناس به ولا يعبر عن قوة الزلزال، وليس له أي أساس رياضي. يقسم هذا المقياس إلى اثنتي عشر درجة بدءاً من اهتزاز غير محسوس وانتهاءً بدمار شامل ويرمز لهذه الدرجات بأرقام رومانية. مقياس ميركالي وضعه العالم الإيطالي ميركالي عام 1902 وتم تطويره فيما بعد. وهو يختلف عن مقياس ريختر الذي يقيس مقدار الطاقة المتحررة من الزلزال والتي تسمى بقدر الزلزال (Magnitude).

## مقياس ميركالي المعدل
تصف الدرجات الأقل لمقياس ميركالي المعدل بشكل عام الطريقة التي يشعر بها الناس بالزلزال. تعتمد الأعداد الأكبر من المقياس على الأضرار الهيكلية الملحوظة.
يعطي هذا الجدول مؤشرات «MMI» التي تلاحظ عادةً في المواقع القريبة من مركز الزلزال.
| درجة الشدة    | الظروف الأرضية |
| I. لا يشعر به | لا يشعر بها، إلا نادراً، وفي ظروف خاصة ومثالية. |
| II. ضعيف جدا  | يشعر بها الأشخاص فقط في حالة السكون خاصة في الطوابق العلوية من المباني، قد تتأرجح الأشياء الدقيقة المعلقة. |
| III. ضعيف     | يشعر بها من قبل العديد من الأشخاص وخاصة في الطوابق العلوية من المباني ويصعب معرفة أن سبب هذه الهزة هو الزلزال. وقد تهتز قليلاً السيارات الواقفة، ويمكن قياس أمد الزلزال عند هذه الدرجة. |
| IV. خفيف      | يشعر بها العديد من الأشخاص داخل المباني، والقليل منهم خارج المباني، اضطراب في الأبواب، والشبابيك، والزجاج، وطقطقة (أصوات تشققات) في الجدران، والإحساس بها يشبه اصطدام شاحنة كبيرة في المبنى. تتأرجح السيارات الواقفة بشكل ملحوظ. |
| V. متوسط      | يشعر بها جميع الناس، والعديد يستيقظ من نومهم، تتهشم بعض الشبابيك الزجاجية والأطباق، قد تتشقق طبقة الطينة على الجدران، انقلاب الأشياء غير الثابتة، اضطراب أعمدة الكهرباء والهاتف والأشجار وغيرها من الأجسام العالية في بعض الأحيان، تتوقف بعض الساعات البندولية عن الحركة.                                                                               |
| VI. قوي       | يصاب الناس بالذعر ويهرعون إلى خارج المبنى. يتحرك الأساس الثقيل من مكانه وفي بعض الأحيان تتساقط طبقة الطينة، وتنقلب المداخن وتحدث أضرار بسيطة في المنشآت. |
| VII. قوي جدا  | الجميع يركضون إلى خارج المبنى، ويكون حجم الأضرار مهملاً في المباني المصممة والمنفذة جيداً، وبسيط إلى متوسط في المباني العادية، أضرار ملحوظة في المباني الرخيصة أو ذات التصميم السيء، تتضرر المداخن، ويشعر بها في الأشخاص أثناء قيادتهم السيارات على الطرقات.                                                                                              |
| VIII. حاد     | يحدث أضراراً حتى في المباني المصممة والمنفذة جيداً، أضراراً ملحوظة في المباني العادية، مع حدوث بعض الإنهيارات، أضرار كبيرة في المباني الرخيصة أو ذات التنفيذ السيء، تقذف قطع الجدران الإنشائية خارج المنشآت الهيكلية، تسقط العديد من المداخن، تتضرر الأشجار، يتناثر الطين والرمل بكميات قليلة نسبياً، اختلاف في منسوب مياه الآبار، إعاقة في قيادة السيارات. |
| IX. عنيف      | أضرار ملحوظة في المباني المصممة جيداً، خروج في المنشآت عن خطوط التماس مع الأساسات، تشكل الأرض بشكل واضح، تتضرر شبكات المياه الصحية أسفل منسوب الأرض. |
| X. متطرف      | انهيار البيوت الخشبية ذات التصميم والتنفيذ الجيد، تدمير معظم منشآت البلوك والمنشآت الهيكلية مع أساساتها، تشقق الأرض بشكل يؤدي إلى حدوث أضرار عديدة، أثنناء خطوط السكك الحديدية، انزلاق المنحدرات والحواجز الترابية، ارتفاع منسوب المياه السطحية. |
| XI. مفرط      | انهيار جميع منشآت البلوك وتدمير الجسور، تصدعات وتشققات تغطي سطح الأرض كلية، تدمير شبكات المياه الصحية أسفل منسوب الأرض وعدم صلاحيتها للخدمة، هبوط في سطح الأرض وانسياب العديد من الأراضي المكشوفة إلى أسفل التربة الطرية، انثناء والتواء خطوط السكك الحديدية بشكل واضح.                                                                                 |
| XII. شديد     | دمار شامل، تغير تام في شكل سطح الأرض بحيث تظهر على شكل أمواج انسيابية، اختلاف طبوغرافية الأرض، تناثر الأجسام والكتل الترابية وقطع المنشآت في الهواء. |

## العلاقة بالقوة
| القوة على مقياس ريختر (Magnitude)                 | درجة الشدة القصوى النموذجية لمقياس ميركالي المعدل |
| 1.0–3.0                                           | I                                                 |
| 3.0–3.9                                           | II–III                                            |
| 4.0–4.9                                           | IV–V                                              |
| 5.0–5.9                                           | VI–VII                                            |
| 6.0–6.9                                           | VII–IX                                            |
| 7.0 أو أعلى                                       | VIII أو أعلى                                      |
| ------------------------------------------------- | ------------------------------------------------- |
| مقارنة الحجم/الشدة،هيئة المسح الجيولوجي الأمريكية |                                                   |

العلاقة بين القوة والشدة بعيدة كل البعد عن أن تكون كاملة، اعتمادًا على عدة عوامل، أهمها عمق مركز الزلزال والتضاريس والمسافة من مركز الزلزال. على سبيل المثال، زلزال بقوة 7.0 درجة في سالتا، الأرجنتين، في عام 2011، على عمق 576.8 كيلومترًا، وبلغ الحد الأقصى لشدة الشعور به V،  بينما حدث بقوة 2.2 درجة في بارو في فيرنس، إنجلترا، في عام 1865، بعمق حوالي 1 كيلومترًا، وكان الحد الأقصى لشدة الشعور هو VIII.
يعد الجدول الصغير بمثابة دليل تقريبي لدرجات مقياس «MMI». تختلف الألوان والأسماء الوصفية الموضحة هنا عن تلك المستخدمة في بعض خرائط الاهتزاز في مقالات أخرى.

### تقدير شدة الموقع واستخدامه في تقييم المخاطر الزلزالية
نُشرت العشرات من معادلات التنبؤ بالشدة لتقدير شدة الزلازل الكبيرة في موقع ما بالنظر إلى المقياس، والمسافة من المصدر إلى الموقع، وربما معلمات أخرى (مثل ظروف الموقع المحلي). يشبه هذا معادلات التنبؤ بالحركة الأرضية لتقدير معلمات الحركة القوية الفعالة مثل ذروة تسارع الأرض. يتوفر ملخص لمعادلات التنبؤ بالكثافة. يمكن استخدام مثل هذه المعادلات لتقدير الخطر الزلزالي من حيث شدة الزلزالية الكبيرة، والتي تتمتع بميزة كونها مرتبطة بشكل أوثق بالمخاطر الزلزالية من معلمات الحركة القوية الآلية.

### الارتباط مع الكميات الفيزيائية
لم يُعرّف مقياس «MMI» من حيث قياسات أكثر صرامة وقابلة للقياس الكمي بشكل موضوعي مثل سعة الاهتزاز، أو تردد الاهتزاز، أو سرعة الذروة، أو ذروة التسارع. من الأفضل أن يرتبط الاهتزاز الذي يدركه الإنسان والأضرار التي لحقت بالمباني بذروة التسارع في الأحداث منخفضة الشدة، ومع سرعة الذروة في الأحداث ذات الشدة الأعلى.

### مقارنة بمقياس حجم اللحظة
يمكن أن تختلف تأثيرات أي زلزال بشكل كبير من مكان إلى آخر، لذلك يمكن قياس العديد من قيم مقياس ميركالي المعدل «MMI» لنفس الزلزال. يمكن عرض هذه القيم بشكل أفضل باستخدام خريطة محيطية ذات كثافة متساوية، تُعرف باسم خريطة تساوي الزلزلة. ومع ذلك، فإن كل زلزال له قوة واحدة فقط.